# Königlich-ägyptischer Salontriebwagen (1951)

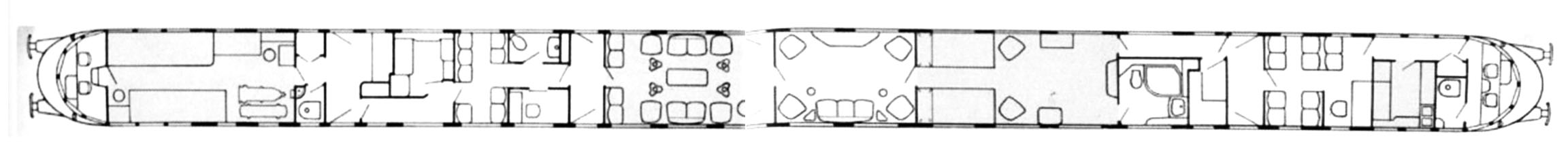

Der Königliche Salontriebwagen von 1951 ist ein Dieseltriebwagen, den FIAT 1951 zur Nutzung durch den ägyptischen König Faruq nach Ägypten geliefert hat.

## Fahrzeug
Faruq, vorletzter König von Ägypten, besaß mehrere Hofzüge, darunter auch Salontriebwagen. 1951, ein Jahr bevor er abgesetzt wurde, ließ er einen zweiteiligen Salontriebwagen von Fiat in Turin beschaffen. Der Zug war der letzte Hofzug, der für einen ägyptischen König angeschafft wurde und nach den modernsten Standards, die dem Eisenbahnfahrzeugbau damals zur Verfügung standen, ausgestattet worden.
Das Fahrzeug ist für Normalspur und eine Höchstgeschwindigkeit von 60 km/h, nach anderen Angaben für 120 km/h ausgelegt. Es war eines der ersten mit Diesel betriebenen Fahrzeuge auf den Ägyptischen Staatsbahnen und wurde auch als „Royal Diesel“ bezeichnet. Der Zug war 46,5 m lang, wog 114 t und die Motoren leisteten 480 PS.
Die beiden Fahrzeugteile sind gleich lang. In dem einen Fahrzeugteil befinden sich der Motor, Räume für Personal und Begleitschutz, ein Funkraum und ein Tagessalon. Im zweiten Zugteil folgt ein weiterer Tagessalon, ein Schlafraum mit zwei Betten und Bad, ein weiterer Raum für Personal und die Küche. Das Design war in Grün und Silber gehalten, den bevorzugten Farben des Königs. Der Zug war mit Zugtelefon ausgestattet, eine ausklappbare Antenne auf dem Dach des Fahrzeugs diente dem Funkverkehr.
In der Zeit der Monarchie war der Triebwagen in der Nähe des Koppa-Palastes in Kairo beheimatet. Die König Faruq folgenden republikanischen Staatsoberhäupter Ägyptens, Muhammad Nagib und Gamal Abdel Nasser nutzten den Zug nicht, Anwar as-Sadat vereinzelt und Husni Mubarak zweimal.

## Zukunft
Der Triebwagen soll 2019 aufgearbeitet werden und für Touristen zum Einsatz kommen.

## Siehe auch

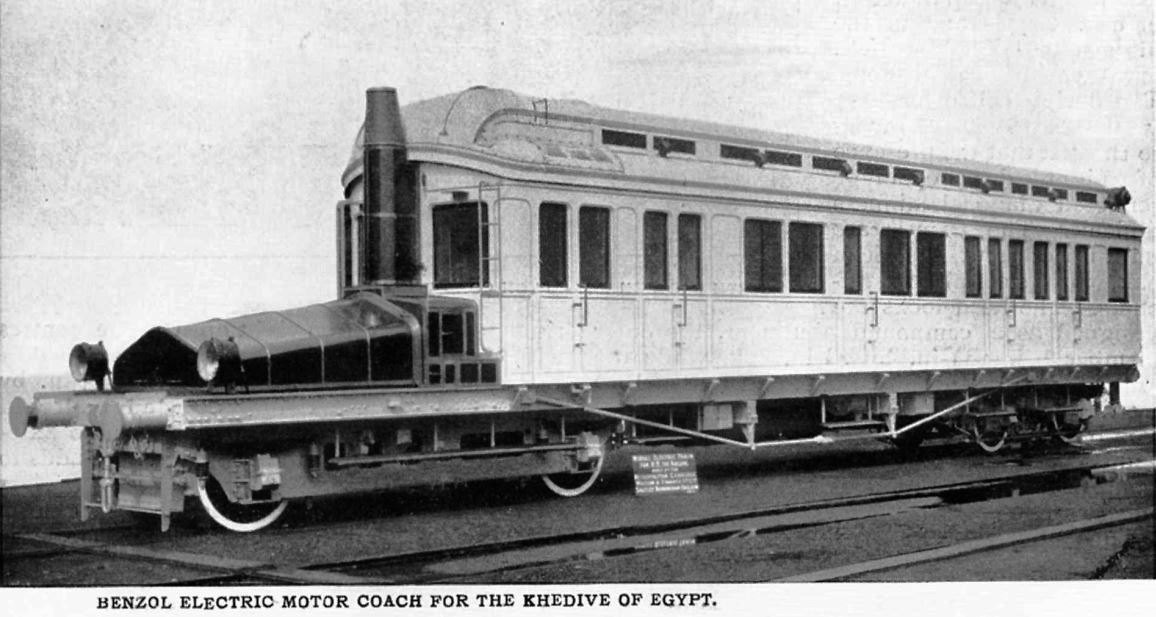
Ein Vorgängermodell: Benzin-elektrischer Triebwagen für den Khediven von Ägypten